# Cuadrangular de Villamontes 2012
El Cuadrangular de Villamontes 2012 o Copa Villamontes 2012 fue un torneo relámpago organizado por el Comité Ejecutivo Seccional de la ciudad de Villamontes, como parte del 152 aniversario de la localidad, que además contó con actividades de carácter cultural y folklórico, desarrolladas en la plaza principal de la ciudad.
Las autoridades indicaron que hay una firme intención de realizar la segunda versión de la Copa Villamontes para el 2013 (con la participación de otros equipos de la Liga, pero (hasta el año que viene) aún está por aclararse esta cuestión.

## Equipos y estadios.
| Equipo                                    | Ciudad                  | Entrenador           | Estadio                   | Aforo | Marca       | Patrocinador  |
| ----------------------------------------- | ----------------------- | -------------------- | ------------------------- | ----- | ----------- | ------------- |
| Petrolero de Yacuiba                      | Villamontes             | Mario Rolando Ortega | Defensores de Villamontes | 6.000 | -           | -             |
| Real Santa Cruz                           | Santa Cruz de la Sierra | José Peña            | Defensores de Villamontes | 6.000 | Olive Sport | Fidalga       |
| The Strongest                             | La Paz                  | Eduardo Villegas     | Defensores de Villamontes | 6.000 | Gav Sport   | Entel, Salqui |
| Selección de Villamontes                  | Villamontes             | -                    | Defensores de Villamontes | 6.000 | -           | -             |
|                                           |                         |                      |                           |       |             |               |
| Datos actualizados a 16 de julio de 2012. |                         |                      |                           |       |             |               |

## Sistema de competición.
El sistema de juego, del cuadrangular, consta de partidos eliminatorios. La final sería disputada por los dos equipos ganadores, en cambio, los dos perdedores se enfrentarían por el tercer puesto.
Todos los partidos son sólo de ida, de ahí que sea llamado Torneo relámpago por la brevedad del mismo.
Es importante mencionar que esta competición contó con una Selección de Villamontes, combinado especial formado por jugadores muy jóvenes, que mostraron un buen nivel al enfrentarse a The Strongest, equipo que fue bicampeón nacional. Uno de los jugadores de la Selección de Villamontes (Rubén Vaca) consiguió el oro en los Juegos Olímpicos de la Juventud 2010.

### Premios.
Los equipos participantes no recibieron premios en metálico, pero si les fueron entregados trofeos a los 3 primeros.
Hay que destacar el diseño de los trofeos, todos ellos, representan un pez y un sombrero chaqueño (ambos tallados en madera de Palo Santo, un árbol tropical), para el campeón medirá 1.20 m de altura, y pesará de 25 kg.
Para el segundo y tercer puesto habrá un premio similar, la variación será en el peso y tamaño de la copa.

## Resultados.

### Primera fase.
| 14 de julio de 2012, 13:45 (UTC-4) | Petrolero de Yacuiba                         | 2:1 (2:1) | Real Santa Cruz             | Defensores de Villamontes, Villamontes     |                                            |
|                                    | Marco Andia 43' · Camilo Ríos 56 seg. part.' | Reporte   | Juan Francisco Rivero 23' · | Asistencia: ¿? espectadores Árbitro(s): ¿? | Asistencia: ¿? espectadores Árbitro(s): ¿? |

| 14 de julio de 2012, 15:45 (UTC-4) | Selección de Villamontes | 0:1 (-:-) | The Strongest      | Defensores de Villamontes, Villamontes     |                                            |
|                                    |                          | Reporte   | Mauricio Saucedo · | Asistencia: ¿? espectadores Árbitro(s): ¿? | Asistencia: ¿? espectadores Árbitro(s): ¿? |

### Fase final.

#### Tercer lugar.
| 15 de julio de 2012, 13:30 (UTC-4) | Real Santa Cruz                                          | 5:1 (1:0) | Selección de Villamontes | Defensores de Villamontes, Villamontes     |                                            |
|                                    | Carlos Salvatierra 1' · 23 s tiemp.' · 23' · 23' · 23' · |           | 23' ·                    | Asistencia: ¿? espectadores Árbitro(s): ¿? | Asistencia: ¿? espectadores Árbitro(s): ¿? |

#### Final.
| 15 de julio de 2012, 15:30 (UTC-4) | Petrolero de Yacuiba | 2:1 (-:-) | The Strongest | Defensores de Villamontes, Villamontes     |                                            |
|                                    | Anotado              | Reporte   | Anotado       | Asistencia: ¿? espectadores Árbitro(s): ¿? | Asistencia: ¿? espectadores Árbitro(s): ¿? |

|  | Semifinales               | Semifinales               |   |                           | Final                     | Final       |  |
|  | 14 de julio               | 14 de julio               |   |                           | 15 de julio               | 15 de julio |  |
|  |                           |                           |   |                           |                           |             |  |
|  | Villamontes, 14 de julio. |                           |   |                           |                           |             |  |
|  | Petrolero de Yacuiba      | 2                         |   |                           |                           |             |  |
|  | Real Santa Cruz           | 1                         |   |                           |                           |             |  |
|  |                           |                           |   |                           |                           |             |  |
|  |                           |                           |   |                           | Villamontes, 15 de julio. |             |  |
|  |                           |                           |   |                           | Petrolero de Yacuiba      | 2           |  |
|  |                           | The Strongest             | 1 |                           |                           |             |  |
|  |                           |                           |   |                           |                           |             |  |
|  |                           |                           |   |                           |                           |             |  |
|  |                           |                           |   |                           | Tercer lugar              |             |  |
|  | Villamontes, 14 de julio. | Villamontes, 14 de julio. |   | Villamontes, 15 de julio. | Villamontes, 15 de julio. |             |  |
|  | Selección de Villamontes  | 0                         |   | Real Santa Cruz           | 5                         |             |  |
|  | The Strongest             | 1                         |   |                           | Selección de Villamontes  | 1           |  |

| Bandera de Bolivia           |
| Campeón Petrolero de Yacuiba |
| Primer título                |

#### Tabla general.
| Equipo | Equipo                    | Pts | PJ | PG | PE | PP | GF | GC | Dif | Rend |
| ------ | ------------------------- | --- | -- | -- | -- | -- | -- | -- | --- | ---- |
| 1      | Petrolero de Yacuiba.     | 6   | 2  | 2  | 0  | 0  | 4  | 2  | 2   | -    |
| 2      | The Strongest.            | 3   | 2  | 1  | 0  | 1  | 2  | 2  | 0   | -    |
| 3      | Real Santa Cruz.          | 3   | 2  | 1  | 0  | 1  | 6  | 3  | 3   | -    |
| 4      | Selección de Villamontes. | 0   | 2  | 0  | 0  | 2  | 1  | 6  | -5  | -    |